# 渡真二
渡 真二（わたり しんじ、1930年4月13日 - 1976年頃？）は、日本の俳優。東京市（現：東京都）出身。本名は渡辺 進。緑ヶ丘音楽舞踊学校卒。新協劇団、二代目西崎緑舞踊研究所、劇団東芸に所属していた。特技は西崎流舞踊、タップダンス。

## 出演作品

### 映画
- 悪魔と拳銃（1959年） - 橋本千吉
- さくら盃・義兄弟（1969年） - 長次

### テレビドラマ
- 赤胴鈴之助
- ある勇気の記録
- おかあさん
- おんな
- 女殺し屋 花笠お竜
- 隠密剣士 第二部
- 隠密剣士 第三部（伴藤内）
- キイハンター
- 黄色い風土
- 甲州遊侠伝 俺はども安
- 荒野の素浪人
- この光は消えず
- 酒の滝
- さすらいの狼
- 三匹の侍
  - 第4シリーズ 第23話「死霊を斬る」（1967年） - 卯吉
  - 第5シリーズ 第14話「空っ風野郎」（1968年） - 長太
- 時間ですよ
- 事件記者
- 島に生まれて
- 新三匹の侍
- 旅路
- 丹下左膳（留吉）
- つんころ大助
- 鉄道公安36号
- 東京バイパス指令
- 遠山の金さん捕物帳
- 特別機動捜査隊（丸山刑事 ほか）
- 俄 -浪華遊侠伝-
- 富士山頂
- フラワーアクション009ノ1
- ぼくもわたしも名探偵
- 無宿侍
- 無用ノ介（賞金首の男）
- 鬼平犯科帳‘69 第62話「罪ほろぼし」（木更津の伝次）
- 矢車剣之助
- 竜馬がゆく

### テレビアニメ
1971年
- 珍豪ムチャ兵衛

### 特撮
- ウルトラQ 第24話「ゴーガの像」（1966年） - 密輸団員・熊
- 快獣ブースカ
  - 第4話「ブースカ月へ行く」（1966年） - 派出所巡査
  - 第43話「魔球に突撃!」（1967年） - デッカイズコーチ・ドカ山
- 忍者ハットリくん+忍者怪獣ジッポウ 第17話「危機一髪人助けでござる」（1967年） - KKK部長
- 戦え! マイティジャック 第14話「炎の海を乗り越えろ!」（1968年） - 漁船乗組員
- コメットさん 第74話「おとぼけ叔父さん」（1968年） - 古代人
- バンパイヤ 第21話「マンモス原人登場」・第22話「ヒューマン・S作戦」（1969年） - マンモス東郷
- 宇宙猿人ゴリ 第11話「巨大怪獣ダストマン出現!!」・第12話「よみがえる恐怖!!」（1971年） - 岡田

### 舞台
- 東宝ファンタスチック